# Hagebeck
Hagebeck ist eine Ortslage im Norden der bergischen Großstadt Wuppertal.

## Lage und Beschreibung
Die Ortslage liegt im Süden des Wohnquartiers Dönberg im Stadtbezirk Uellendahl-Katernberg auf einer Höhe von 250 m ü. NHN an der Kreuzung Westfalenweg / Dönberger Straße.
Benachbarte Orte sind neben Dönberg die Höfe und Ortslagen Auf’m Hagen, Hohenhagen, Langenbruch, In der Sonne, Dauka, und Im Siepen. Die Bäche Hagerbeck und Hager Siefen, Quellen des Mirker Bachs, fließen nördlich an Hagebeck vorbei. Letzterer nutzt den Hohlweg einer alten Kohlenstraße.

## Etymologie und Geschichte
In der lokalen Mundart wurde der Ort auch als Hagebeek bezeichnet.
Im 19. Jahrhundert gehörte Hagebeck zu den Außenortschaften der Bauerschaft und der Kirchengemeinde Dönberg in der Bürgermeisterei Hardenberg, die 1935 in Neviges umbenannt wurde. Damit gehörte es von 1816 bis 1861 zum Kreis Elberfeld und ab 1861 zum alten Kreis Mettmann. 
Der Ort ist auf der Gemeinde Charte des Parzellar Katasters der Bürgermeisterei Hardenberg von 1815/16 als in der Hagerbeck eingezeichnet. Der Ort ist auf der Topographischen Aufnahme der Rheinlande von 1824 als Hagerbec eingezeichnet. Auf der Preußischen Uraufnahme von 1843 ist der Ort als Hagerbeck beschriftet.
Im Gemeindelexikon für die Provinz Rheinland von 1888 werden zwei Wohnhäuser mit 15 Einwohnern angegeben.
Nördlich verlief ein Kohlenweg von Sprockhövel nach Elberfeld an Hagebeck vorbei, auf dem im ausgehenden 18. Jahrhundert und in der ersten Hälfte des 19. Jahrhunderts Steinkohle von den Zechen im südlichen Ruhrgebiet zu den Fabriken im Wuppertal transportiert wurde, das in dieser Zeit das industrielle Herz der Region war. Von dem Kohlenweg ist bei Hagebeck ein Hohlweg im Gelände erhalten.
Mit der Kommunalreform von 1929 wurde der südliche Teil Dönbergs von Neviges abgespalten und mit weiteren, außerhalb von Dönberg liegenden Nevigeser Ortschaften in die neu gegründete Stadt Wuppertal eingemeindet, so auch Hagebeck. Nördlich von Hagebeck verlief bis 1975 die Stadtgrenze zwischen Wuppertal und Neviges, südlich davon bis 1929 die von Neviges zu Elberfeld und östlich die zu Barmen. Durch die nordrhein-westfälische Gebietsreform kam Neviges mit Beginn des Jahres 1975 zur Stadt Velbert und restliche Dönberg wurde ebenfalls in Wuppertal eingemeindet. Dadurch verlor Hagebeck seine Grenzlage.